# Charles Chappuzeau
Charles Chappuzeau (geboren 1577 in Poitiers; gestorben 1644) war ein französischer Rechtsanwalt am Hof des Königs von Frankreich.

## Leben
Charles Chappuzeau, kraft seines Amtes Angehöriger der noblesse de robe, arbeitete mehr als vier Jahrzehnte, vielleicht sogar ein halbes Jahrhundert als Advokat im Parlement de Paris.
Später wirkte er als „secrétaire du Conseil privé du Roi“ Ludwig XIII.

## Familie
Charles Chappuzeau gilt als der Stammvater der später insbesondere in Norddeutschland ansässigen Familie Chappuzeau. Mit seiner Ehefrau Anne Poulet (geboren 15. Januar 1582 in Sedan; gestorben 13. Januar 1641 in Paris) hatte er mindestens zwei Töchter und vier Söhne, darunter den 1625 in Paris geborenen Sohn Samuel Charles Chappuzeau, der unter anderem als Hofmeister des protestantischen Königs Wilhelm III. von Oranien und später als fürstlicher Hofhalter in Celle wirkte.

## Schriften
Unter den von Chappuzeau publizierten Schriften ist De la justice et de la paix („Von der Gerechtigkeit und dem Frieden“) sein wichtigstes Werk.